# Befolkningspyramid

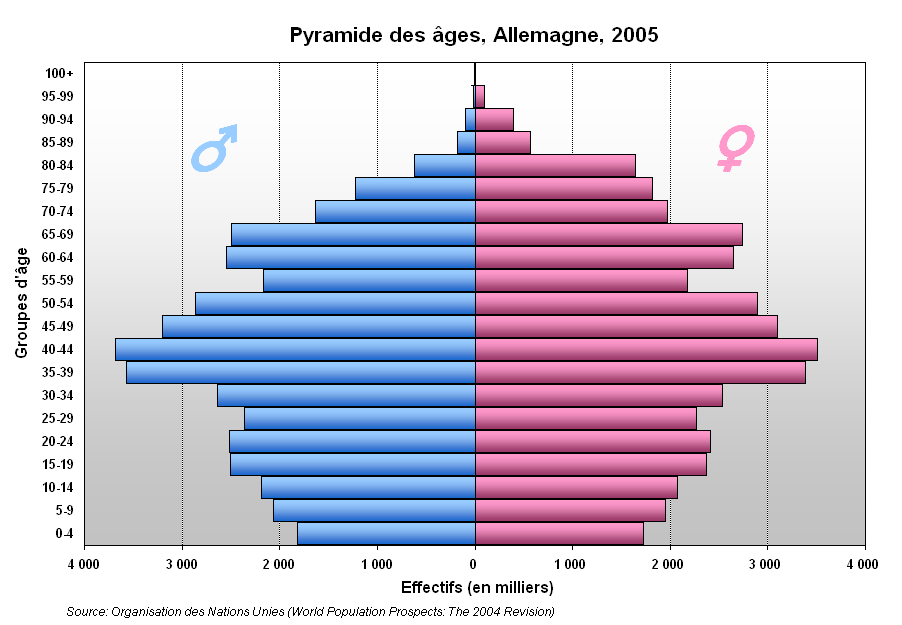
Tysklands befolkningspyramid 2005

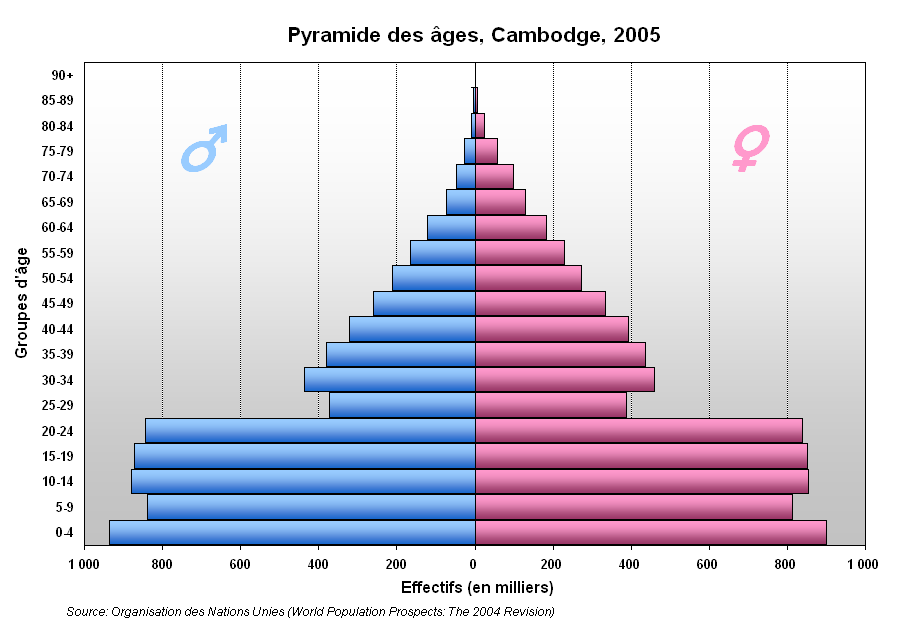
Kambodjas befolkningspyramid 2005

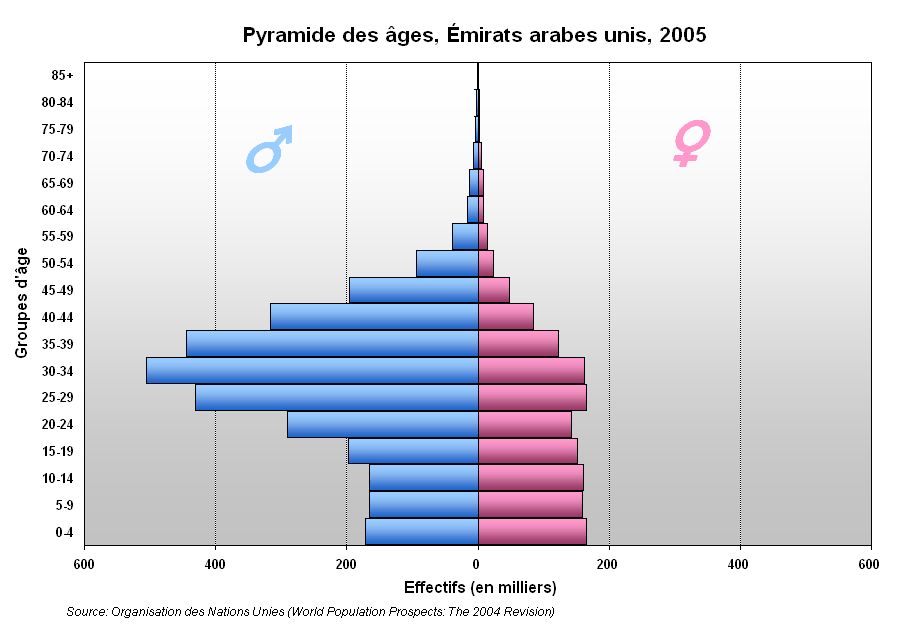
Förenade arabemiratens befolkningspyramid 2005

Befolkningspyramid är en typ av diagram. Den används för att illustrera en befolknings åldersfördelning, det vill säga hur många människor det finns i olika åldrar, och vanligtvis även fördelad på kön.  
En befolkningspyramids form kan visa på om det varit krig eller katastrofer av en omfattning som påverkat folkmängden. Till exempel kan man i Tysklands befolkningspyramid se att det hände något på 1940-talet. Detta beror givetvis på Andra världskriget. Befolkningspyramiderna kan skilja sig mycket från land till land och över tiden. Ordet befolkningspyramid har sitt ursprung från sent 1800-tal då statistiken, bland annat i Sverige, gav diagrammen en näst intill exakt pyramidform, då befolkningen ökade kraftigt samtidigt som den avtog mycket bestämt i förhållande till ålder. I många välutvecklade länder har ordet idag blivit ganska missvisande. Detta då befolkningsdiagrammen i och med ökad livslängd mer går åt att likna vid befolkningstorn, med en jämn befolkningsutveckling fram till efter ca 80 år, där den sedan avtar relativt kraftigt. 

## Befolkningspyramidens utveckling
I ett utvecklingsland är födelsetalen höga, men medellivslängden låg. Därför är en stor del av befolkningen barn, vilket leder till att bruttonationalprodukten förblir låg. Om landet utvecklas till ett industriland ökar andelen befolkning i arbetsför ålder vilket leder till att landet blir rikare. Ett land som varit industrialiserat länge får en stor mängd pensionärer vilket leder till stora kostnader för samhället.

## Statistisk terminologi
Åldersfördelningen, som åskådliggörs i en befolkningspyramid, är med statistisk terminologi de relativa andelarna av olika demografiska ålderskohorter i en population.